# La Estatua de la Libertad (historieta)
La Estatua de la Libertad es una historieta creada en 1984 por el autor de cómics español Francisco Ibáñez perteneciente a su serie Mortadelo y Filemón.

## Trayectoria editorial
Esta historieta apareció en los últimos números de Súper Mortadelo y continuó la nueva revista Mortadelo, ya que se fusionaron ambas revistas (Súper Mortadelo y Mortadelo) pero continuó con la numeración del Súper Mortadelo. Así pues apareció en los números 167 al 174.

## Sinopsis
Mortadelo escucha una conversación sospechosa y se entera de que van a atentar contra la Estatua de la Libertad. Inmediatamente Mortadelo y Filemón partirán hacia Nueva York para intentar impedirlo. En este viaje les acompañará Ofelia, aunque a Mortadelo y Filemón no les hará demasiada ilusión. Los agentes deberán buscar la bomba por Central Park, el Bronx y el puerto de Nueva York. Pero en realidad la estatua de la libertad que pretendían volar no es la de Nueva York sino la de un pueblecito llamado Valdeburras del Melonar, y lo de la estatua la llaman así por el nombre de la alcaldesa del pueblo Libertad Boñíguez.

## En otros medios
- Ha sido adaptada al completo en el episodio de la serie de televisión sobre los personajes, aunque recibe el nombre El caso de la estatua de la libertad.[2]